# Staffan Vallin
Leif Gunnar Staffan Vallin, född 9 mars 1944 i Lidköping, är en svensk socialdemokratisk kommunalpolitiker.
Vallin, som är filosofie kandidat, var biträdande kommunalråd för finans- och näringslivsroteln i Malmö kommun under Nils Yngvesson 1984–1985, ledamot av kommunfullmäktige 1985–1987 och vice ordförande i museinämnden 1986–1987.